# حسين رونقي
حسين رونقي مالكي (بالفارسية: حسین رونقی ملکی)؛ من مواليد 4 يوليو 1985) هو مدون إيراني ومعارض سياسي سُجن في عام 2009 لدوره في الاحتجاجات التي أعقبت الانتخابات التي اندلعت في إيران. كما كتب تحت الاسم المستعار «بابك خرمدين». تم القبض على رونقي مرة أخرى في 23 فبراير 2022 بعد انتقاده مشروع قانون من شأنه أن يحد من الوصول إلى الإنترنت في إيران («قانون حماية المستخدمين»).

## اعتقاله عام 2009
اعتُقل رونقي مالكي بهدوء مع شقيقه حسن في 13 ديسمبر 2009 لتجديد الوكلاء الذي سمح للصحفيين والنشطاء السياسيين بالتحايل على حظر الحكومة على الإنترنت بعد الانتخابات الرئاسية المتنازع عليها العام الماضي. كما اتُهم بإهانة القيادة بسبب منشوراته النقدية على مدونته. 
مع أن رونقي مالكي يعاني من مشاكل في القلب والكلى، إلا أن حراس السجن منعوه خلال فترة احتجازه من العلاج الطبي. وعندما أضرب عن الطعام احتجاجًا على سوء معاملته وتعذيبه، تم وضعه في الحبس الانفرادي. ورغم إطلاق سراح شقيقه بعد تعرضه لندوب من الضرب، لم يتم الإعلان عن الإفراج النهائي عن حسين رونقي حتى يونيو 2019. لقد كان تحت ضغط شديد للإدلاء باعتراف متلفز بخطئه المزعوم. حُكم على رونقي مالكي بالسجن 15 عامًا. لم يحضر الحكم لا محاميه ولا عائلته.
أصيب رونقي في السجن بمرض في الكلى وخضع لأربع عمليات جراحية على الأقل. كتب أكثر من 100 من زملائه السجناء رسالة إلى السلطات يحذرون فيها من موته إذا لم يتم توفير الرعاية الطبية المناسبة له.
في صيف عام 2012، تلقى رونقي إفراجًا طبيًا قصيرًا تم قطعه بعد تعرضه للضرب والاعتقال لانضمامه إلى مجموعة من عمال الإغاثة الذين انطلقوا لمساعدة الناجين من الزلزال في ساراند، شرق أذربيجان. وعقب أن خضع لعملية جراحية مؤخرًا، تعرض للركل في كليته من قبل قوات الأمن. لقد تسبب الإيذاء الجسدي والتعذيب، ونقص العلاج الطبي، وتأثيرات الإضراب عن الطعام في إصابته بالفشل الكلوي. ونتيجة لذلك، أزيلت كليته، وأصيبت كليته المتبقية بأضرار بالغة، مما هدد حياته أثناء وجوده في السجن.
صنفت منظمة العفو الدولية رونقي على أنه أحد سجناء الرأي، وقالت أنه يبدو «محتجزًا لمجرد ممارسته السلمية لحقه في حرية التعبير». كما طالبت المنظمة بالإفراج عنه فورًا ودون قيد أو شرط.
في يناير 2016، ورد أن رونقي عاد إلى سجن إيفين بعد فترة من الإفراج المشروط الطبي الذي مُنح في يونيو 2015.
طوال فترة عشر سنوات، قضى رونقي ما مجموعه 6 سنوات في السجن، وكان هو وعائلته تحت ضغط مستمر، وتعرض للمضايقات والتفتيش القسري. أخيرًا، في يونيو 2019، تم التوقيع على الإفراج الدائم عنه وأغلقت قضية رونقي القانونية.
منذ إطلاق سراحه، كان رونقي يدافع بنشاط ضد الدعاية الحكومية. في الآونة الأخيرة، نشر مقال رأي في صحيفة وول ستريت جورنال بعنوان "وسائل الإعلام الغربية لا تخبرك بالحقيقة حول إيران" شارك فيه تجاربه وملاحظاته كناشط ومواطن في جمهورية إيران الإسلامية.

## إعادة الاعتقال
ظهرت أول أنباء عن إعادة اعتقال رونقي في 23 فبراير 2022، عندما أبلغت وسائل الإعلام لأول مرة عن اختفاء رونقي ثم اعتقاله من قبل قوات الأمن.  في اليوم السابق لاعتقاله، انتقد خطة لتقييد الإنترنت في إيران، تُعرف باسم قانون الحماية، في سلسلة تغريدات. أبلغ شقيقه، حسن رونقي، عن مكالمات مجهولة المصدر وتهديد من أجهزة أمن الدولة قبل اختفاء حسين. نشرت وكالة الأنباء الإيرانية الدولية، تأكيدًا لنبأ اعتقاله، وقالت أنه لا توجد معلومات متاحة عن المعتقل ومكان وجوده. ويقول ناشطون حقوقيون إن قوات الأمن داهمت منزل رونقي وصادرت بعض متعلقاته.
بعد ثلاثة أيام من اختطافه، اتصل رونقي أخيرًا بأسرته وأخبرهم أنه دخل في إضراب جاف عن الطعام فور اعتقاله. وفي اليوم الثامن من اعتقاله، تم الإفراج مؤقتًا عن رونقي بكفالة بينما لا تزال تهمتي «الدعاية ضد النظام» و«التخمين والتواطؤ ضد الأمن القومي» سارية المفعول لمزيد من الإجراءات.

## روابط خارجية
- المدونة الرسمية